# Pseudholophylla furfuracea
Pseudholophylla furfuracea är en skalbaggsart som beskrevs av Hermann Burmeister 1855. Pseudholophylla furfuracea ingår i släktet Pseudholophylla och familjen Melolonthidae. Inga underarter finns listade i Catalogue of Life.